# Haus am Checkpoint Charlie

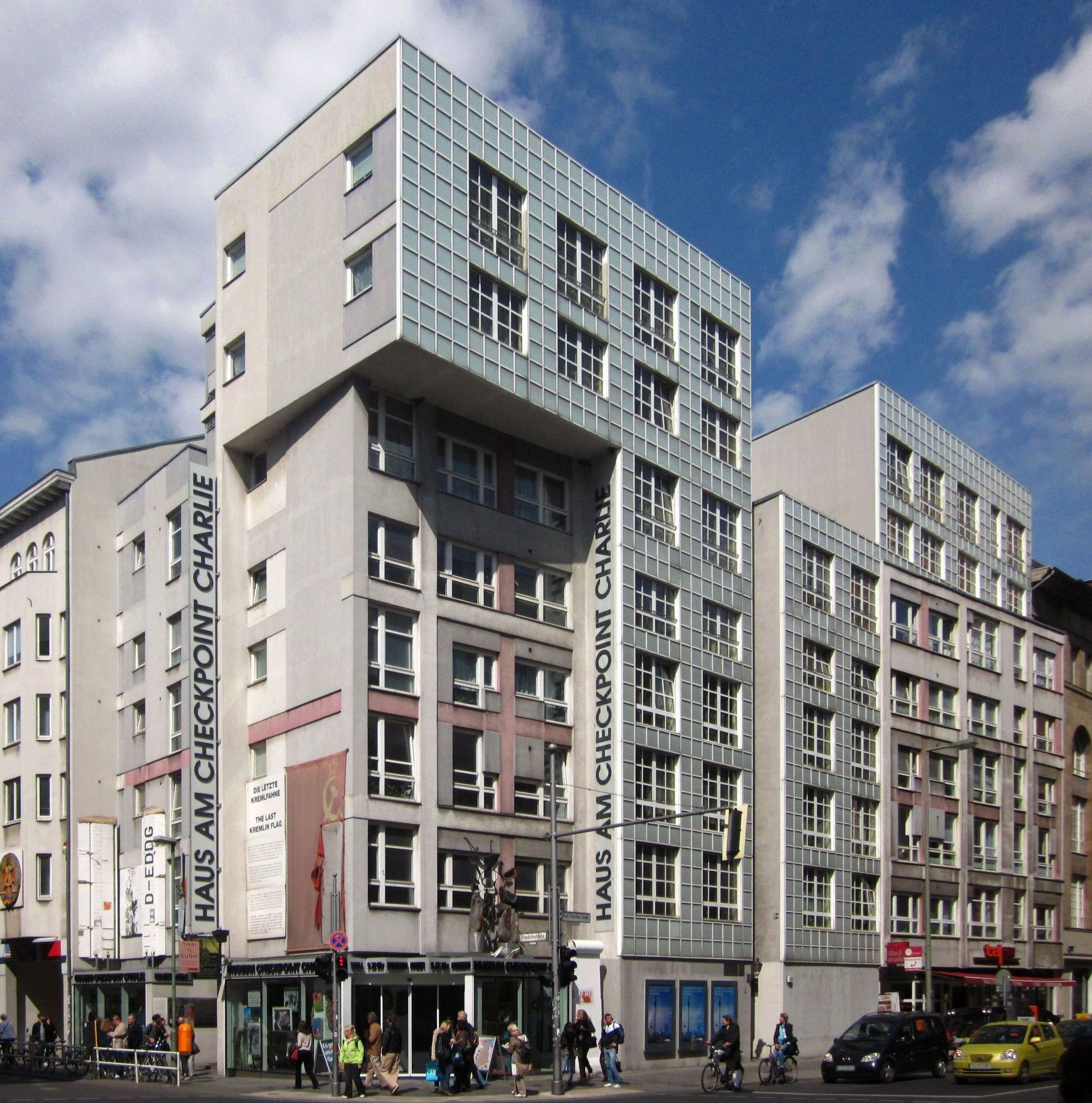
Haus am Checkpoint Charlie, 2012

Das Haus am Checkpoint Charlie ist ein ursprünglich als Wohngebäude konzipiertes Gebäude in der Friedrichstraße 43 im Berliner Ortsteil Kreuzberg. Das Gebäude wurde 1985 bis 1986 nach einem Entwurf von Peter Eisenman im Zuge der Internationalen Bauausstellung 1987 errichtet und gilt als eines seiner Hauptwerke. Es ist Sitz des Mauermuseums – Museum Haus am Checkpoint Charlie.

## Konzeption und Erstellung
Das Gebäude wurde ursprünglich für den sozialen Wohnungsbau in Berlin errichtet. Konzipiert wurde der Bau von dem amerikanischen Architekten Peter Eisenman, der zu der Architektengruppe der New York Five gehörte. Das Haus am Checkpoint Charlie ist neben dem Denkmal für die ermordeten Juden Europas eines seiner bedeutendsten Werke in Deutschland. Namensgeber für das Gebäude war der Checkpoint Charlie, der von den westlichen Besatzungsmächten in der Zeit der Berliner Mauer für ihre Angehörigen betriebene und weltbekannt gewordene Grenzübergang nach Ost-Berlin.
Das Erscheinungsbild des Hauses am Checkpoint Charlie lebt vom Zusammenspiel unterschiedlicher Quadratraster, dem Meridian und der Straßenflucht. Da sich das Grundstück in der Nähe zweier verschiedener städtebaulicher Muster und ehemaliger Stadtmauern – der Akzisemauer und der Berliner Mauer – befindet, symbolisiert das rote Band in der Fassade das 19. Jahrhundert, das graue Band das 20. Jahrhundert und das weiße Raster die Mercator-Projektion des Globus. Ursprünglich sollte zusätzlich eine Gartenanlage nach Plänen von Eisenman gebaut werden, diese wurde aber nach dem Fall der Mauer nicht mehr realisiert.

## Mauermuseum
Das Mauermuseum, das die Geschichte und Geschehnisse der Berliner Mauer, Fluchten und den weltweiten gewaltfreien Kampf für Menschenrechte dokumentiert, befindet sich im Haus am Checkpoint Charlie. Es wurde 1962 von Rainer Hildebrandt, einem Widerstandskämpfer gegen den Nationalsozialismus, gegründet. Es ist eines der meistbesuchten Museen Deutschlands. Leiterin des Museums ist Alexandra Hildebrandt.